# Pseudonapomyza afrospicata
Pseudonapomyza afrospicata är en tvåvingeart som beskrevs av Zlobin 2002. Pseudonapomyza afrospicata ingår i släktet Pseudonapomyza och familjen minerarflugor. Inga underarter finns listade i Catalogue of Life.